# Rinso (marca)
Rinso é um sabão em pó vendido em países da América Latina e Ásia. No Brasil foi comercializado durante as décadas de 1950 e 1960.